# 2. Jagd-Division
La 2. Jagd-Division (2e division de chasse aérienne) a été l'une des principales divisions de la Luftwaffe allemande durant la Seconde Guerre mondiale.

## Création et différentes dénominations
Cette division a été formée le 1er mai 1942 à Stade, à partir de la Stab/2. Flakscheinwerfer-Division. 

## Commandement

Drapeau du commandant d'une division aérienne

| Début            | Fin               | Grade           | Nom                  |
| ---------------- | ----------------- | --------------- | -------------------- |
| 1er mai 1942     | 30 septembre 1943 | Generalleutnant | Walter Schwabedissen |
| 1er octobre 1943 | 1er février 1945  | Generalmajor    | Max Ibel             |
| 1er février 1945 | Mai 1945          | Oberst          | Gustav Rödel         |

## Chef d'état-major
| Début            | Fin             | Grade          | Nom                          |
| ---------------- | --------------- | -------------- | ---------------------------- |
| 1er mai 1942     | ?               | Hauptmann      | Hans Basolt                  |
| 16 décembre 1943 | 12 janvier 1944 | Major          | Ernst-Hubert Schaller-Kalide |
| 12 janvier 1944  | 13 juillet 1944 | Major          | Erich Bode                   |
| 13 juillet 1944  | 15 février 1945 | Oberstleutnant | Karl von Knauer              |
| 15 février 1945  | 8 mai 1945      | Hauptman       | Kurt Hetze                   |

## Flakeinsatzführer
| Début             | Fin            | Grade        | Nom        |
| ----------------- | -------------- | ------------ | ---------- |
| ?                 | ?              | ?            | ?          |
| 1er novembre 1943 | 1er avril 1944 | Oberst       | Alwin Wolz |
| 1er avril 1944    | 8 mai 1945     | Generalmajor | Max Hesse  |

## Quartier général
Le quartier général se déplace suivant l'avancement du front.
| Début    | Fin      | Ville |
| -------- | -------- | ----- |
| Mai 1942 | Mai 1945 | Stade |

## Rattachement
| Mai 1942 - Septembre 1943     |  | XII. Fliegerkorps    |
| Septembre 1943 - Janvier 1945 |  | I. Jagdkorps         |
| Janvier 1945 - Avril 1945     |  | IX. (J) Fliegerkorps |

## Unités subordonnées
- Lw.Sanitäts-Abt./2. Jagddivision
- Jagdfliegerführer 2 : Décembre 1943 - 1944
- Jagdabschnittsführer Dänemark : Septembre 1943 - Mai 1945
- Jagdfliegerführer Deutsche Bucht : Septembre 1943 - Décembre 1943
- Luftnachrichten-Regiment 202
- Luftnachrichten-Regiment 212
- Luftnachrichten-Regiment 222
- Luftnachrichten-Regiment 232